# Василівка (Чечельницька селищна громада)
Васи́лівка — село в Україні, у Чечельницькій селищній громаді Гайсинського району Вінницької області. До 2020 орган місцевого самоврядування — Вербська сільська рада із центром в селі Вербка. Населення становить 79 осіб.

## Географія
У селі бере початок річка Безіменна, ліва притока Саврані.
Неподалік від села знаходиться ландшафтний заказник місцевого значення Волошкове поле.

## Історія
12 червня 2020 року, відповідно розпорядження Кабінету Міністрів України № 707-р «Про визначення адміністративних центрів та затвердження територій територіальних громад Вінницької області», село увійшло до складу Чечельницької селищної громади.
17 липня 2020 року, в результаті адміністративно-територіальної реформи і ліквідації Чечельницького району, село увійшло до складу Гайсинського району.

## Населення

### Мова
Розподіл населення за рідною мовою за даними перепису 2001 року:
| Мова       | Кількість | Відсоток |
| ---------- | --------- | -------- |
| українська | 77        | 97.47%   |
| російська  | 2         | 2.53%    |
| Усього     | 79        | 100%     |